# روبي كريغر
روبي كريغر (بالإنجليزية: Robby Krieger) (و. 1946  م) هو عازف قيثارة، وملحن، وموسيقي، وكاتب أغاني أمريكي، ولد في لوس أنجلوس، يستخدم آلات قيثارة، وآلة مفاتيح، وهارمونيكا، وغيتار البيس.

## التعليم
تعلم في مدرسة الجامعة الثانوية ‏، وجامعة كاليفورنيا، سانتا باربرا.

## وصلات خارجية
- روبي كريغر على موقع IMDb (الإنجليزية)
- روبي كريغر على موقع الموسوعة البريطانية (الإنجليزية)
- روبي كريغر على موقع روتن توميتوز (الإنجليزية)
- روبي كريغر على موقع ميوزك برينز (الإنجليزية)
- روبي كريغر على موقع رولينغ ستون (الإنجليزية)
- روبي كريغر على موقع إن إن دي بي (الإنجليزية)
- روبي كريغر على موقع أول ميوزيك (الإنجليزية)
- روبي كريغر على موقع ديسكوغز (الإنجليزية)
- روبي كريغر على موقع قاعدة بيانات الفيلم (الإنجليزية)

- روبي كريغر في قاعدة بيانات الأفلام على الإنترنت